# Mai Ishizawa
Mai Ishizawa (jap. 石沢麻依, Ishizawa Mai; * 1980 in Sendai, Japan) ist eine in Deutschland lebende Schriftstellerin, die in japanischer Sprache schreibt.

## Leben und Wirken
Mai Ishizawa ist in Sendai in der Präfektur Miyagi aufgewachsen und hat an der dortigen Tōhoku-Universität einen Bachelor-Abschluss in Psychologie und einen Master-Abschluss in westlicher Kunstgeschichte erlangt. Seit 2017 lebt sie in Deutschland und promoviert an der Universität Heidelberg im Fach Kunstgeschichte (Stand: Januar 2022).
Für ihren 2021 in japanischer Sprache erschienenen Debütroman Kai ni tsuzuku basho nite (貝に続く場所にてː An Orten, die der Muschel folgen) erhielt sie den 64. Gunzō-Nachwuchspreis sowie zugleich mit der Taiwanerin Li Kotomi den 165. Akutagawa-Preis. Der erstmals in der Literaturzeitschrift Gunzō publizierte Roman setzt sich, wie es in den offiziellen Beschreibungen heisst, mit dem Tōhoku-Erdbeben von 2011 und dem Leben im Lockdown während der Corona-Pandemie in Deutschland auseinander.
Ishizawa publiziert sukzessive Erzählungen und Essays in den bekannten japanischen Magazinen; im November 2024 erschien der Essayband Karisome no hoshimeguri かりそめの星巡り bei Kôdansha sowie ein Jahr später die Buchfassung ihrer Abschlussarbeit über Motivik in der westlichen Malerei (Shûeisha). Im Rahmen des Projekt „narrating eu:rope – EU-Bungaku“ äußert sich die Autorin per Video zur Entstehung ihrer Texte. Bei einem ebenfalls im Jahr 2021 per Video aufgezeichneten Autorinnengespräch kommentiert sie neben Yōko Tawada ihr literarisches Arbeiten. Anlässlich eines Literaturgesprächs war sie im Mai 2025 Gast an der Japanologie der Goethe Universität.

## Der RomanKai ni tsuzuku basho nite
Der Text entsteht im Corona-Lockdown, den die Protagonistin in der deutschen Universitätsstadt Göttingen erlebt und nimmt Bezug auf die große nordostjapanische Erdbebenkatastrophe von Tôhoku am 11. März 2011. Die befremdliche Gegenwart des isolierten Lebens in Göttingen verbindet sich mit Erinnerungen an eine ebenso bedrückende Vergangenheit: Orte, Zeitebenen und zwischenmenschliche Begegnungen überlagern sich.
Bereits in den ersten Zeilen des Werks ist das Gefühl der Wirklichkeitsverzerrung erkennbar, deren sprachliche Repräsentation das künstlerische Anliegen der Autorin ist:
„Im Schatten des menschenleeren Bahnhofsgebäudes wartete ich auf die Ankunft des Besuchers, dessen Gesicht zur Hälfte verschwunden war. Wie sehr ich auch meine Erinnerungen durchstreifte, um mir das Gesicht schließlich als Ganzes vorzustellen, zerrann mir das Bild sofort als wäre es aus Wasser. Trotzdem nahm ich alle Teile wieder auf und schob sie in der Fläche des Umrisses zusammen, um aus den Fragmenten ein Portrait entstehen zu lassen. Die Wiederholung dieses Unterfangens erfüllte mich mit einem ängstlichen Gefühl, ähnlich dem Versuch mit der Zunge den Zustand eines schmerzenden Zahns zu erkunden.“
Vor der in Sendai aufgewachsenen Ich-Erzählerin taucht unvermutet der in der Katastrophe vor neun Jahren verschollen geglaubte alte Studienkamerad Nomiya (aus der Stadt Ishinomaki) auf. Das in der Titelbeschreibung des japanischen Verlags mit der Bezeichnung „Requiems-Erzählung“ (chinkon no monogatari 鎮魂の物語) versehene Roman umfasst eine hundertjährige Perspektive des interkulturellen Wissenschafts- und Kulturbeziehungen zwischen Japan und Europa. Hinsichtlich der fragmentarisch-additiven Konstruktion sowie der komplexen, eng verknüpften Motivik (Muschel – und Planetensymbolik, Farbsymbolik sowie hagiographisch-kunstwissenschaftliche Bezüge), den historischen und literarisch-ideengeschichtlichen Anspielungen (Natsume Sôseki, Terada Torahiko) eröffnet mit seinen phantastischen Anklängen einen weiten imaginativen Raum.
Bei Nomiya handelt es sich offenbar um einen Geist (yūrei 幽霊), der sich in der Hitze des Sommers in Göttingen materialisiert, während die Protagonistin von ihren Bekannten aus Sendai die Information erhalten hat, dass der Körper des Kommilitonen, der vermutlich durch die Flutwellen des Tsunamis ums Leben kann, bislang noch nicht gefunden werden konnte. Stärker als die inhaltliche Nähe des Texts zu Phantastik und Hermetik ist es jedoch die ausgefeilte Sprachlichkeit, die Kai ni tsuzuku basho nite bestimmt, so dass Ishizawas Erstling auch als lyrische Prosa und als ein in der japanischen Gegenwartsliteratur selten gewordenes, gelungenes Sprachexperiment gelten kann. Die englische Übersetzung des Romans, über die er mittlerweile für einen westlichen Leserkreis zugänglich gemacht wurde, gibt die feinen Nuancen des orginalsprachlichen Texts nicht immer ideal wieder.